# Anicius Auchenius Bassus (Stadtpräfekt)
Anicius Auchenius Bassus war ein spätantiker römischer Politiker des 4. Jahrhunderts.
Anicius Auchenius Bassus, ein vir clarissimus, stammte aus Beneventum. Sein Vater war vermutlich Amnius Anicius Paulinus, Konsul im Jahr 334, und sein Großvater Amnius Anicius Iulianus, Konsul im Jahr 322. Er war mit Turrenia Honorata verheiratet und hatte mehrere Kinder, darunter Anicius Auchenius Bassus und Tyrrania Anicia Iuliana, Gattin des Quintus Clodius Hermogenianus Olybrius.  Inschriften aus Praeneste und Fabrateria Vetus preisen ihn als restitutori generis Aniciorum – „Wiederhersteller des Geschlechts der Anicier“. Diese Bezeichnung ist nicht eindeutig, könnte aber bedeuten, dass Bassus durch Adoption in die gens Anicia aufgenommen wurde, da die männliche Linie erloschen war, und den Namen Anicius Auchenius annahm. Alternativ könnte sie darauf hinweisen, dass er der einzige Überlebende in der männlichen Linie der Anicier war, bis er heiratete und Söhne zeugte. Er war der erste nachweisliche Christ seiner Familie.
Seine Karriere begann vergleichsweise spät. Früh in seiner Laufbahn war Bassus Quästor als Kandidat des Kaisers (quaestor candidatus) und gleichzeitig Prätor mit Aufsichtsfunktion (praetor tutelaris). Zwischen 379 und 382 diente er als Prokonsul von Kampanien, wo er mit kaiserlicher Vollmacht Recht sprach (vice sacra iudicans). In dieser Zeit leitete er bedeutende Restaurierungsarbeiten, darunter die Wiederherstellung der Thermen in Antium; er befreite die durch Verfall entstellten und gefährlich baufälligen Thermen von Schutt und stellte ihre Stabilität und Nutzbarkeit wieder her, wodurch er die Lebensqualität der Bürger verbesserte und die Stadt verschönerte. Von 382 bis 383 war er Stadtpräfekt von Rom. In dieser Funktion untersuchte er einen Streit zwischen Cyriades und Auxentius über den Bau einer Brücke und eine angebliche Schuld in Bezug auf die arca vinaria (die Gelder für Weinspenden an das Volk). Außerdem spielte er eine Rolle in der Kirchenpolitik der Zeit, als er entgegen dem Willen von Damasus, dem Bischof von Rom, die Luciferianer nicht als Häretiker verurteilte. Im Jahr 384 wurde Bassus wegen möglicher Unregelmäßigkeiten im Amt überprüft.